# Saint-Denis-de-Vaux
Saint-Denis-de-Vaux ist eine französische Gemeinde mit 275 Einwohnern (Stand: 1. Januar 2022) im Département Saône-et-Loire in der Region Bourgogne-Franche-Comté (vor 2016 Bourgogne). Die Gemeinde gehört zum Arrondissement Chalon-sur-Saône und zum Kanton Givry. Die Einwohner werden Dionysiens und Dionysiennes genannt.

## Lage
Saint-Denis-de-Vaux liegt etwa zwölf Kilometer westnordwestlich von Chalon-sur-Saône. Umgeben wird Saint-Denis-de-Vaux von den Nachbargemeinden Saint-Jean-de-Vaux im Norden, Saint-Martin-sous-Montaigu im Norden und Nordosten, Mellecey im Osten, Givry im Süden und Südosten, Jambles im Süden und Südwesten sowie Barizey im Westen.

## Bevölkerung
| Jahr                      | 1962 | 1968 | 1975 | 1982 | 1990 | 1999 | 2006 | 2011 | 2016 |
| ------------------------- | ---- | ---- | ---- | ---- | ---- | ---- | ---- | ---- | ---- |
| Einwohnerzahl             | 178  | 175  | 190  | 194  | 204  | 245  | 261  | 285  | 264  |
| Quelle: Cassini und INSEE |      |      |      |      |      |      |      |      |      |

## Sehenswürdigkeiten
- Kirche L’Immaculée-Conception  aus dem 19. Jahrhundert
- Wegekreuz an der Straße nach Jambles, 1662 errichtet, seit 1928 als Monument historique klassifiziert

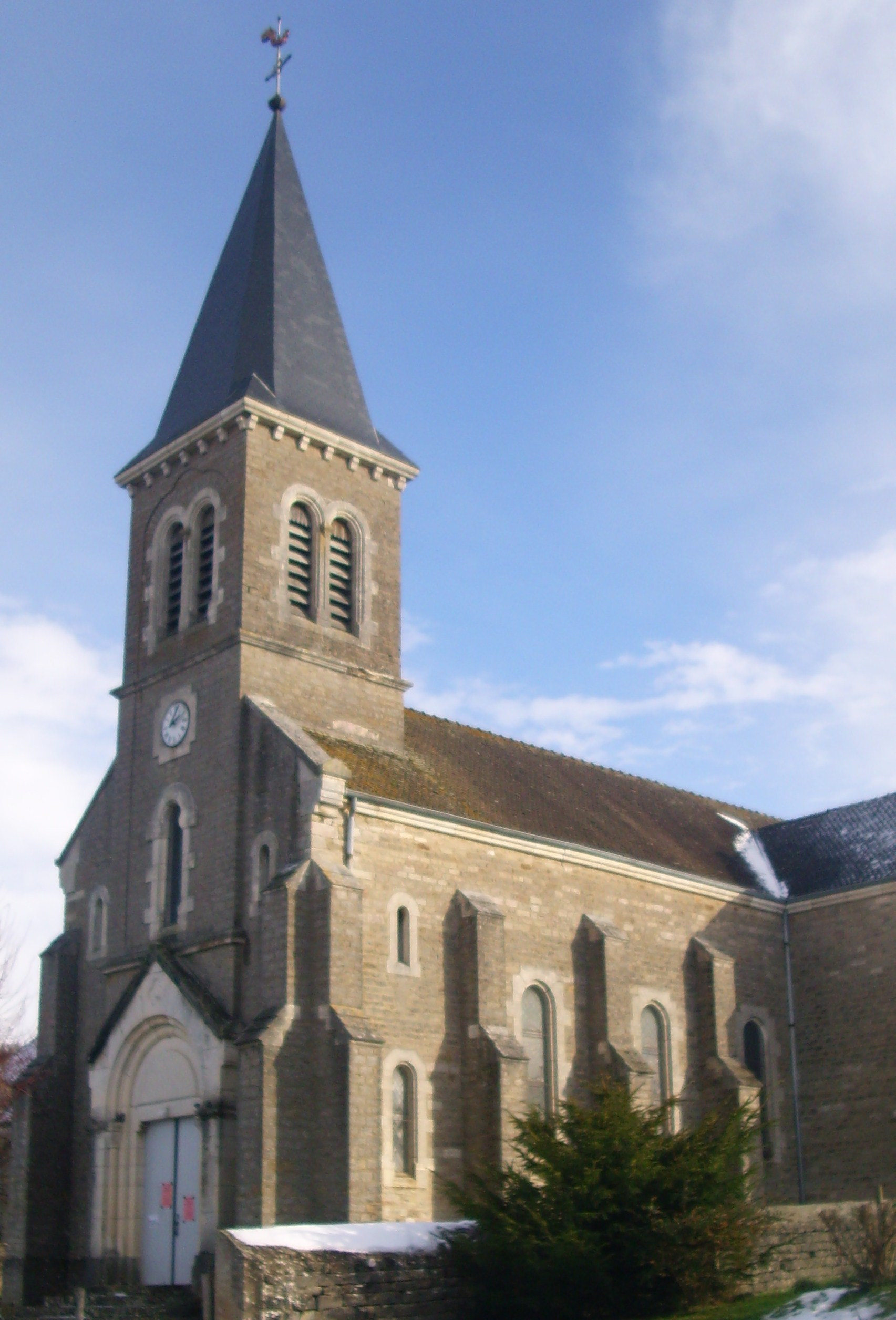
Kirche L’Immaculée-Conception